# 鎌苅健太
鎌苅 健太（かまかり けんた、1984年2月17日 - ）は、日本の俳優、声優、歌手、タレント、『ココア男。』の元メンバー。愛称は、ケンケン。
大阪府大阪市浪速区日本橋出身。妻はファッションモデル・女優の芳賀優里亜。

## 略歴
2005年7月『THE☆BUSAIKU』での上杉真治役にて初舞台を踏んだ。同年8月『ミュージカル・テニスの王子様』では、氷帝学園3年宍戸亮役として出演。2006年6月テレビドラマ『プリンセス・プリンセスD』にて豊実琴役として初主演を果たす。
2007年1月『ミュージカル・エア・ギア』に主演・南樹役として初座長を務める。同年4月より療養のため芸能活動を休止。2008年の誕生日である2月17日に復帰し、同年7月『ミュージカル・テニスの王子様』にて俳優業を再開。2010年3月『イケメンデルの法則』から、ココア男。を結成。リーダー兼ボーカルを務めたが、2012年3月末に解散。
2017年4月11日、ファッションモデル・女優の芳賀優里亜との結婚を報告。翌年7月24日、第1子となる女児の誕生を発表。
2022年3月31日、契約満了にて所属事務所である株式会社ヤザ・パパを退社。1年ほどフリーで活動し、2023年5月21日よりドルチェスター所属となった。

## 人物
関西学院中学部、関西学院高等部を卒業。趣味はビリヤード・ダーツ・サッカー。特技はビリヤード（Aクラス）、球技全般。小説を好み、東野圭吾を愛読する。
家族構成は母・兄・犬（2匹、名前はメルとシフォン）。実家は曽祖父の代から日本橋で履物問屋を営んでいる。
『イケメンデルの法則』では、鼻フックなどの罰ゲームを受ける回数が最多だった。また同番組のMCを務めた河本準一（次長課長）から「顔がブサイクだったら芸人にならなあかん」とトーク力を高評価された。
愛称であるケンケンは、青柳塁斗が名付けた。
体重56キログラム。足のサイズは26センチメートル。
幼少期には『仮面ライダーBLACK』や『仮面ライダーBLACK RX』が大好きであったという。

## 出演作品

### テレビドラマ
- 翼の折れた天使たち 第二夜 「ライブチャット」（2006年2月28日、フジテレビ） - コンビニ店員 役
- プリンセス・プリンセスD（2006年6月 - 9月、テレビ朝日） - 主演・豊実琴 役
- ハッピィ★ボーイズ（2007年4月 - 6月、テレビ東京） - 赤坂純太（レンジョウ） 役
- 俺たちは天使だ! NO ANGEL NO LUCK（2009年7月 - 12月、テレビ東京） - DARTS / 当麻優希 役
- あり得ない!（2010年2月10日、MBS） - 第5話「ピザの悲劇」桑田ノリオ役
- ヘヴンズ・ロック 〜Heaven's Rock〜（2010年7月 - 、関西テレビ） - テッペイ 役
- 華和家の四姉妹 第3・4話（2011年7月24日・31日、TBS） - 坂田 役
- ピロートーク〜ベッドの思惑〜 第1話（2012年10月4日、関西テレビ） - 文夫 役
- ハイスクール歌劇団☆男組（2012年10月6日、中部日本放送製作/TBS） - 立花慶介 役
- サキ（2013年1月 - 3月、関西テレビ） - 加賀良太 役
- ボーダーライン 第2・5話（2014年10月11日・11月1日、NHK総合） - 富岡 役
- ワカコ酒（2015年1月8日 - 3月26日、BSジャパン 他、地上波放送） - 青柳（「逢楽」の従業員）役
  - Season2（2016年1月8日 - 3月25日）
  - Season3（2017年4月7日 - 6月23日）
  - Season4（2019年1月7日 - 3月25日）
  - Season5（2020年4月7日 - 6月23日）
  - SP 飛騨酒蔵めぐり（2020年12月29日・12月30日）
  - Season6（2022年1月11日 - 3月29日）
  - Season7（2023年7月4日 - 9月19日）[7]
  - Season8（2025年1月9日 - 3月27日）[8]
  - Season9（2025年10月2日〈予定〉 - ）[9]
- スター☆コンチェルト〜オレとキミのアイドル道〜（2017年1月 - 4月、メ〜テレ・TOKYO MX） - 日々野周 役
- 最後の晩ごはん 第6・7話（2018年2月16日・23日、BSジャパン）- 竹中 役
- 仮面ライダーガッチャード 第16話 - 最終話（2023年12月24日 - 2024年8月25日、テレビ朝日） - グリオン / 仮面ライダーエルド 役[10][11]

### バラエティ
- ザ・ベストハウス123（2009年7月1日 - 2011年8月10日、フジテレビ）
- あほやねん!すきやねん!（2010年3月30日 - 2013年3月26日、NHK大阪放送局） - 火曜MC
- MOTEL〜欲しがる男女のモテ学〜（2011年4月21日 - 6月30日、TBS）
- ログ×メン-COCOAOTOKO。（2011年4月 -、CSスカパー）
- 週末応援ナビ☆あほやねん!すきやねん!→学校再発見バラエティー あほやねん すきやねん（2013年4月6日 - 2016年3月19日、NHK大阪放送局）

### 映画
- テニスの王子様（2006年5月13日公開） - 佐々部の取巻き 役
- 荒くれKNIGHT〜激闘編〜（2007年8月） - 春間勇樹 役（友情出演）
- キラキラMOVIES「新宿区歌舞伎町保育園」（2009年1月公開、ゴー・シネマ） - 主演・健二 役
- 苦い蜜 〜消えたレコード〜（2010年4月10日、アステア） - 加納 役
- アメイジング グレイス -儚き男たちへの詩-（2011年8月公開、グアパ・グアポ） - 藤田秀人 役
- シャッフル（2011年10月公開、ビターズ・エンド） - 堺シンゴ（エド） 役
- Miss Boys!決戦は甲子園!?編（2011年12月公開、ダブ） - 主演・坂本真実役
- Miss Boys!友情のゆくえ編（2012年1月公開、ダブ） - 主演・坂本真実役
- 犬の首輪とコロッケと（2012年1月公開、ファントム・フィルム） - 主演・長原成樹 役
- バカリズム THE MOVIE（2012年5月公開、ソニー）
- アキはハルとごはんを食べたい 2杯目!（2024年6月公開、クロックワークス）[12]
- 仮面ライダーガッチャード ザ・フューチャー・デイブレイク（2024年7月公開、東映） - グリオン / 仮面ライダードラド 役[13]

### 舞台
- vintage organization presents THE☆BUSAIKU（2005年7月13日 - 18日） - 上杉真治 役
- ミュージカル テニスの王子様 - 宍戸亮 役
  - ミュージカル テニスの王子様 The Imperial Match 氷帝学園（2005年8月）
  - ミュージカル テニスの王子様 The Imperial Match 氷帝学園 in winter 2005-2006（2005年12月 - 2006年1月）
  - ミュージカル テニスの王子様 Dream Live 3rd（2006年3月）
  - ミュージカル テニスの王子様 Advancement Match 六角 feat.氷帝学園（2006年8月）
  - ミュージカル テニスの王子様 Dream Live 4th（2007年3月）
  - ミュージカル テニスの王子様 The Imperial Presence 氷帝 feat.比嘉（2008年7月 - 11月）
  - ミュージカル テニスの王子様 The Tresure Match 四天宝寺 feat.氷帝（2008年12月 - 2009年1月）
- ミュージカル エア・ギア（2007年1月） - 主演・南樹 役
- オアシスと砂漠〜Love on the planet〜（2009年1月） - 主演・真宮保 役
- 俺たちは天使だ! NO ANGEL NO LUCK〜地球滅亡30分前!（2009年8月26日 - 9月6日） - DARTS / 当麻優希 役
- ミュージカル エア・ギア vs. BACCHUS Top Gear Remix（2010年4月9日 - 16日） - 主演・南樹 役
- abc★赤坂ボーイズキャバレー（2010年8月18日 - 9月5日） - 潮見祐介 役
- タンブリングvol.2（2011年5月18日 - 7月3日） - 龍木将斗 役
- スーパーミュージカル「聖闘士星矢」（2011年7月28日 - 31日） - 主演・ペガサス星矢 役
  - スーパーミュージカル『聖闘士星矢』再公演（2011年12月22日 - 25日） - 主演・ペガサス星矢 役
- 吉本百年物語『大将と御寮ンさん・二人の夢』（2012年4月13日 - 5月6日） - 林正之助 役
- ザ・ベストハウス 123 on Stage!〜おかしなおかしな探偵物語！…は、コレだ！！（2012年6月19日 - 23日）
- つかこうへい三回忌特別公演「新・幕末純情伝」（2012年7月12日 - 22日） - 土方歳三 役
- ハイスクール歌劇団☆男組（2012年9月12日 - 23日） - 主演・立花慶介 役
- 30-DELUX The Remake Theater「イエロー」（2012年11月21日 - 12月13日） - 主演・水戸光圀 役
- 新幹線おそうじの天使たち（2013年3月16日 - 24日） - 及川一也 役
- る・ひまわり「英雄」シリーズ（脚本・演出：毛利亘宏）
  - 英雄のうた（2013年4月30日 - 5月3日）　- 道化師 役
  - 英雄のうそ（2014年7月18日 - 21日） - 川上音二郎 役
  - 英雄の運命（2016年9月17日 - 19日） - 秘書アントン・シンドラー 役
- 異聞天狼伝〜會津新撰組残党記〜（2013年9月4日 - 11日） - 新撰組の一隊士 役
- 朗読劇 しっぽのなかまたち3（2013年11月19日 - 12月1日）
- ニジーローモーチャー『ニューヨークで猫を殺す方法』（2014年12月24日 - 28日） - 主演・香賀晃嗣 役
- amiproプロデュース「ZIPANG パイレーツ」（2015年2月15日 - 22日） - 主演・ナギ 役
- イヌッコロ×ACTOLI×シザーブリッツ
  - トリプルコラボ公演 第1弾「恋するアンチヒーロー」（2015年5月8日 - 17日） - ガルレッド 役
  - トリプルコラボ公演 第2弾「オタッカーズ・ハイ」（2016年6月7日 - 19日） - 毒島 役
  - トリプルコラボ公演 第3弾「ハッピーハードラック」（2017年6月30日） - 日替わりゲスト・高田 役
  - トリプルコラボ公演 第4弾「バリスタと恋の黒魔術」（2017年12月20日 - 26日） - 主演・町山友典 役
- 戦後70年記念作品 JOE Company SUMMER TOUR 2015 「ハオト」（2015年6月11日 - 7月19日） - 蓬荘七 役
- 朗読劇 しっぽのなかまたち4（2015年8月15日 - 23日）
- 舞台 増田こうすけ劇場 ギャグマンガ日和（2015年9月16日 - 21日） - 主演・普通田ふつお 役
  - 舞台 増田こうすけ劇場 ギャグマンガ日和　デラックス風味(再公演)（2016年4月6日 - 10日） - 主演・普通田ふつお 役
- amipro舞台『レンタル彼女』（2015年10月28日 - 11月3日） - ヒデ 役
- ミュージカル「青春-AOHARU-鉄道」（2015年11月23日） - 日替わりゲスト・山手線 役
- 舞台「SOLLADO」（2015年12月23日 - 27日） - 主演・世名貫智志 役
- 舞台「若様組まいる」（2016年8月7日 - 14日） - 玉井和馬 役 [14]
  - 舞台「若様組まいる〜アイスクリン強し〜」（2018年4月27日 - 5月6日）
  - 舞台「若様組まいる〜若様とロマン〜」（2018年10月6日 - 21日）
- 舞台「上手」（2016年8月26日 - 28日） - 主演・沖達也 役（おいしい喜劇）/前川解斗 役（きっと私は、） ※3本立オムニバス形式
- ROCK MUSICAL PROJECT「ONE LOVE」（2017年1月25日 - 29日） - 河村明宏 役
- キティエンターテイメント×東映 PresentsSHATNER of WONDER #5「破壊ランナー」（2017年4月21日 - 30日） - 早井速三 役
- Live Musical「SHOW BY ROCK!!」〜THE FES Ⅱ-Thousand XVⅡ〜（2017年5月11日 - 13日） - シュウ☆ゾー 役
  - Live Musical「SHOW BY ROCK!!」－深淵のCrossAmbivalence－（2017年10月19日 - 29日）
  - Live Musical｢SHOW BY ROCK!!｣～THE FES 2018～（2018年6月26日 - 27日）
  - Live Musical｢SHOW BY ROCK!!｣―狂騒のBloodyLabyrinth―（2018年8月30日 - 9月17日）
- ミュージカル「悪ノ娘」（2017年6月4日 - 11日） - カイル＝マーロン 役
- 少年社中・東映プロデュース「モマの火星探検記」（2017年8月9日 - 13日） - ホルスト役
- SOLID STARプロデュースvol.12「ハッピーマーケット!」（2017年11月22日 - 26日） - 主演・伊藤佑 役
- 「冬の四重奏～4 名の演出家によるオムニバス朗読劇～」（2018年2月7日 - 11日） - 松本英治 役（Fancy you）/室井陽介 役（未完成最高曲）※4本立オムニバス形式
- 『龍よ、狼と踊れ～Dragon,Dance with Wolves～』～草莽の死士～（2018年3月21日 - 4月1日） - 高杉晋作 役
- 「BOYS★TALK×DANDYS☾TALK」（2018年6月12日 - 14日） - れんれん 役
- 「トランジット・コメディアンズのコント集～2018・夏～」（2018年8月1日 - 5日）
- project K「僕らの未来」（2018年12月6日 - 23日）-安藤 健 役
- 『Like A』room［002］（2019年1月12日 - 20日） - マーマ 役
  - 『Like A』room［003］（2019年8月7日 - 14日）
- おぼんろ第17回本公演「ビョードロ～月色の森で抱きよせて～」（2019年2月14日 - 17日） - ユスカ 役
- る・ひまわり『僕のド・るーク』（2019年3月9日 - 10日）
- ミュージカル『憂国のモリアーティ』（2019年5月10日 - 26日） - ジョン・H・ワトソン 役
  - ミュージカル『憂国のモリアーティ』Op.2（2020年7月31日 - 8月16日）
  - ミュージカル『憂国のモリアーティ』Op.3（2021年8月5日 - 22日）
  - ミュージカル『憂国のモリアーティ』Op.4（2023年1月27日 - 2月12日）
  - ミュージカル『憂国のモリアーティ』Op.5（2023年8月24日 - 9月10日）
- クロジ第18回公演『ポリトゥスの蟲』（2019年7月3日 - 7日） - 主演・ケオ 役 ※Wキャスト
- ハイパープロジェクション演劇「ハイキュー!!」 - 武田 一鉄 役
  - "飛翔"（2019年11月9日 - 12月15日）
  - "最強の挑戦者（チャレンジャー）"（2020年3月21日 - 5月6日）
  - "ゴミ捨て場の決戦"（2020年10月31日 - 12月13日）
  - "頂の景色・2"（2021年3月20日 - 5月9日）
- 『蜜蜂のクビレ』（2021年11月17日 - 28日） - 主演・浜真樹斗 役
- レ・ミゼラブル〜惨めなる人々〜（2023年7月11日 - 16日） - ティナルディエ 役[15]
- img『片思いの天使たち』（2023年11月1日 - 5日）[16]
- ミュージカル『青春-AOHARU-鉄道』〜地下の中心で愛をさけんだMétro〜（2023年12月21日 - 31日） - 上越線 役[17]
  - ミュージカル『青春-AOHARU-鉄道』コンサート Rails Live 2025（2025年11月22日 - 24日〈予定〉）[18]
- 特殊ミステリー歌劇『心霊探偵八雲』-呪いの解法-（2024年2月21日 - 3月3日） - 七目秀樹 役[19]
- Homecoming Party『START』（2024年3月22日）[20]
- ミュージカル『薔薇王の葬列』（2025年4月19日 - 27日） - ウォリック 役[21]

### オリジナルビデオ
- スミレ刑事の花咲く事件簿 episode 2（2011年5月2日発売） - 瀧本栄次 役
- 我ら3年G（ガッチャ）組（2024年4月10日・8月7日） - グリオン / 校長（声） 役

### CM
- NTTドコモ -イケメンデルの法則ver-（2010年2月・3月、関西テレビ）
- 日テレRESORT@seazoo（2011年夏、日本テレビ）

### ライブ
- ココア男。ドコモ presents イケメンデルの法則　恋のJUMP UP LIVE!（2010年3月15日）
- ココア男。1stLIVETOUR 2010 〜ホットココア1杯目〜ヒリヒリしちゃえばいいんじゃない？
- ココア男。MEN-tertainment 〜メンタメ2011〜（東京公演:2011年6月15日 - 26日/大阪公演:2011年9月17日・18日）
- ココア男。LIVE TOUR 2012　〜君にプレミアムLOVE心愛（名古屋公演:2012年1月14日/大阪公演:2012年1月15日/東京公演:2012年1月21日）
- 心愛祭 〜いまさらだけどココア男。の「。」っている?〜（2015年3月15日）
- スタ☆コン祭り!（2017年5月20日・21日） - 日々野周 役
- スター☆コンチェルト1st ONE-MAN LIVE TOUR『MOVE ON!!』（東京公演:2017年7月27日/名古屋公演:2017年7月29日/大阪公演:2017年7月30日） - 日々野周 役

### テレビアニメ
2006年
- エア・ギア - 南樹（イッキ） 役
- 家庭教師ヒットマンREBORN! - ディーノ 役（初代）

2017年
- ポケットモンスター サン&ムーン - DJレオ 役

2018年
- 僕のヒーローアカデミア - エッジショット / 紙原伸也 役
- 千銃士 - サカイ 役

### 劇場アニメ
- 僕のヒーローアカデミア THE MOVIE ユアネクスト（2024年） - エッジショット 役

### ゲーム
- O*G*A 鬼ごっこロワイアル ハンターは孤島で恋をする（2013年） - 御剣火鉈 役[23]
- 千銃士（2018年） - サカイ 役
- 僕のヒーローアカデミア ULTRA IMPACT（2023年） - エッジショット 役[24]

### ラジオ
- 「マベラヂオ」（2006年4月 - 2007年3月、文化放送）

加藤和樹と共に2代目パーソナリティを勤めた。
- 「マベラヂW」パーソナリティ（2007年4月 - 、文化放送）
- 「キラキラRADIO」パーソナリティ（2008年6月 - 2009年4月、WEBラジオ）
- 「キラキラRADIO+(プラス)」パーソナリティ（2009年5月 - 9月、WEBラジオ）

ラジオドラマ
- O*G*A 鬼ごっこロワイアル（2011年4月3日 - ） - 御剣火鉈 役
  - 「O*G*A 鬼ごっこロワイアル」リレーゲスト出演（2011年6月12日 - 19日、FM-NACK5『VIRTUAL ADVENTURE 2』内）

### インターネット
- ココア男。の俺たち、メンタメ男。 -生放送-（2011年4月13日 - 6月9日、ニコニコ生放送）
- 妖しきボロ酔いの館（2015年8月 - 12月、アメーバスタジオ） - 加藤和樹、和田雅成と共に期間限定レギュラー出演
- KK チャンネル「4K Radio」、「カトケンのだらだラジオ」等（2015年12月 - 、ニコニコ生放送） - 加藤和樹と共にレギュラー出演
- 男ふたりでイチャイチャ旅します（鎌苅健太＆中村誠治郎）（2017年2月23日 - 3月30日、MILOU） - 中村誠治郎と共にレギュラー出演

インターネット配信ドラマ
- スマボMovie第6弾『バンビのアリス〜フィアンセが3人!?〜』（2016年4月1日 - 5月6日、スマートボーイズ） - 有須迅 役
- 冥黒の黙示録 ラケシス（2025年4月6日、東映特撮ファンクラブ） - グリオン 役[25]
- CONNECT 覇者への道（2025年6月25日 - 、U-NEXT） - 瀬谷仁志 役[26]

### DVD
- MEN'S DVD SERIES 鎌苅健太「Fleeting Diary」（2006年3月15日、ポニーキャニオン）
- キラキラACTORS TV 鎌苅健太&中河内雅貴（2009年1月21日、ポニーキャニオン）
- 鎌苅健太 25th -flow-（2009年10月21日、ポニーキャニオン）
- MEN-tertainment 〜メンタメ2011〜（2011年9月7日、エイベックス・マーケティング）
- POTLUCKFESTA2015 （2015年、ACTOLI LLC）
- potluck8-men's- DVD（2016年、ACTOLI LLC）

### CD
- プリンセス・プリンセスD キャラクターソングシリーズ Vol.1 Treasure／鎌苅健太（豊実琴）、藤田玲（四方谷裕史郎）、佐藤健（河野亨）
- プリンセス・プリンセスD キャラクターソングシリーズ Vol.3 果てしなく澄み渡る空の向こう目指して／鎌苅健太（豊実琴）
- ハッピィ★ボーイズ イメージソングコレクション2 赤坂純太「宝石」
- ドラマCD「ホーリートーカー」（高山煉瓦 役）
- 甘い罠　苦い嘘、、、（ココア男。）
- Let me free 〜強引なほど、、、／CROSS MIND（ココア男。）
- RICHCOCOA（ココア男。）
- Soldier／NO you! NO life! NO...xx! feat.Me（ココア男。）
- ハリキリ女神／over the gray（ココア男。）
- さよならじゃなくて…／青春応歌（ココア男。）
- PREMIUM COCOA（ココア男。）
- 軌跡 〜Time to go〜／ボニータ!!（ココア男。）
- So Distance（スター☆コンチェルト）
- 「Make a move on」通常盤（スター☆コンチェルト）
  - 「Make a move on」ヒロキ・周盤　（スター☆コンチェルト）
- 「Yes/No」（スター☆コンチェルト）
- 『千銃士』絶対高貴ソングシリーズ Noble Bullet 10 火縄銃グループ「あきんどスピリッツ! 」／サカイ（鎌苅健太）

### 写真集
- OCEAN LINE（2006年2月9日、ポニーキャニオン） ISBN 9784594050955
- Musical The Prince of Tennis 2008 summer（2008年12月12日）
- KENTA Style（2008年7月4日、グライドメディア） ISBN 9784813080091
- 鎌苅健太 25th -sight-（2009年9月12日、ポニーキャニオン） ISBN 9784594060398
- 俺たちは天使だ！NO ANGEL NO LUCK BIBLE』（2009年10月23日、アスキー・メディアワークス）
- ヘヴンズ・ロック 公式フォトブック（2010年8月26日、学研パブリッシング）
- 鎌苅健太写真集『UNREFIND』（2013年3月27日、ワニブックス）

### その他
- 携帯サイト「Visual☆ストーリー」
- 花王 プリティアmen's泡カラー - 旧イメージキャラクター（商品パッケージやブランドサイトにおいてモデルを務めた）
- 猫のひたいほどワイド（2021年4月6日 -、テレビ神奈川）- 火曜MC

## ディスコグラフィ

### キャラクターソング
| 発売日       | 商品名                             | 歌                   | 楽曲           | 備考                                               |
| ------------ | ---------------------------------- | -------------------- | -------------- | -------------------------------------------------- |
| 2024年9月4日 | 仮面ライダーガッチャード SONG BEST | グリオン（鎌苅健太） | 「God's Rain」 | 特撮テレビドラマ『仮面ライダーガッチャード』関連曲 |